# Komitet Obrony Niesprawiedliwie Prześladowanych
Komitet Obrony Niesprawiedliwie Prześladowanych (cz. Výbor na obranu nespravedlivě stíhaných, VONS) – czechosłowacka organizacja założona 27 kwietnia 1978 przez dysydentów organizacji Karta 77.

## Założenie i cele polityczne
Komitet Obrony Niesprawiedliwie Prześladowanych starał się wspierać dysydentów i ich rodziny. VONS pragnął także informować opinię publiczną o losie dysydentów. VONS był w dużej mierze, jeśli nie całkowicie, założony przez sygnatariuszy Karty 77. Jednakże była ona w znacznym stopniu niezależna od Karty 77.

## Działania
Organizacja również została członkiem Międzynarodowej Federacji Praw Człowieka pod nazwą Czechosłowacką Ligą Praw Człowieka. Firma VONS współpracowała także z organizacjami praw człowieka, takimi jak Amnesty International i Helsińska Fundacja Praw Człowieka. Wielu założycieli, m.in. Václav Havel, zaangażowało się w politykę po aksamitnej rewolucji 1989 roku.

## Reakcja rządu
Wkrótce po założeniu VONS Václav Havel i pięciu innych przedstawicieli organizacji aresztowano i skazano na kary od 2 do 5 lat więzienia. Wielu członków Komitetu prześladowało StB.